# Postmoderní architektura

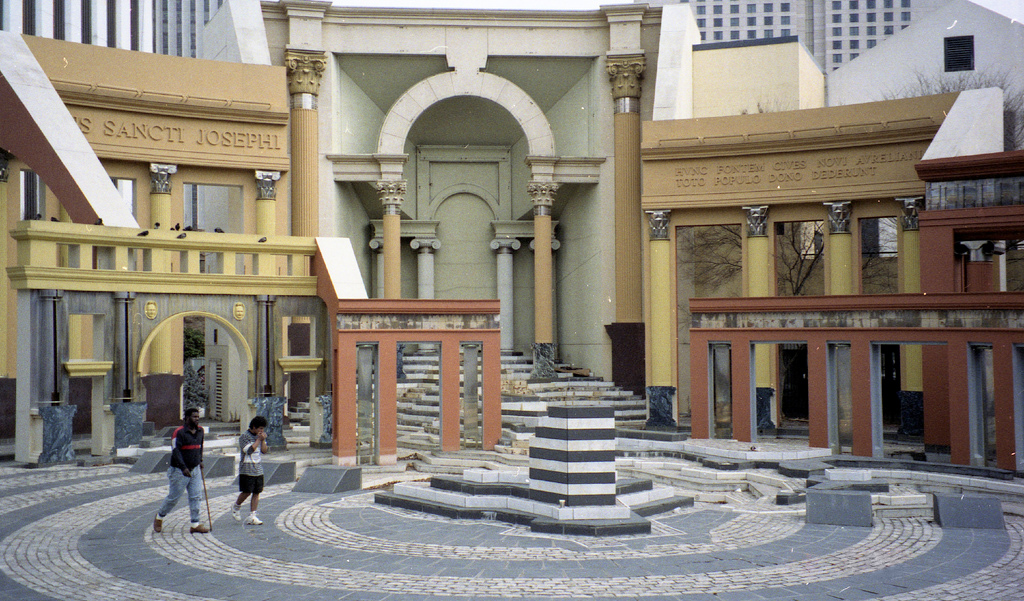
Piazza D'Italia v New Orleans, USA

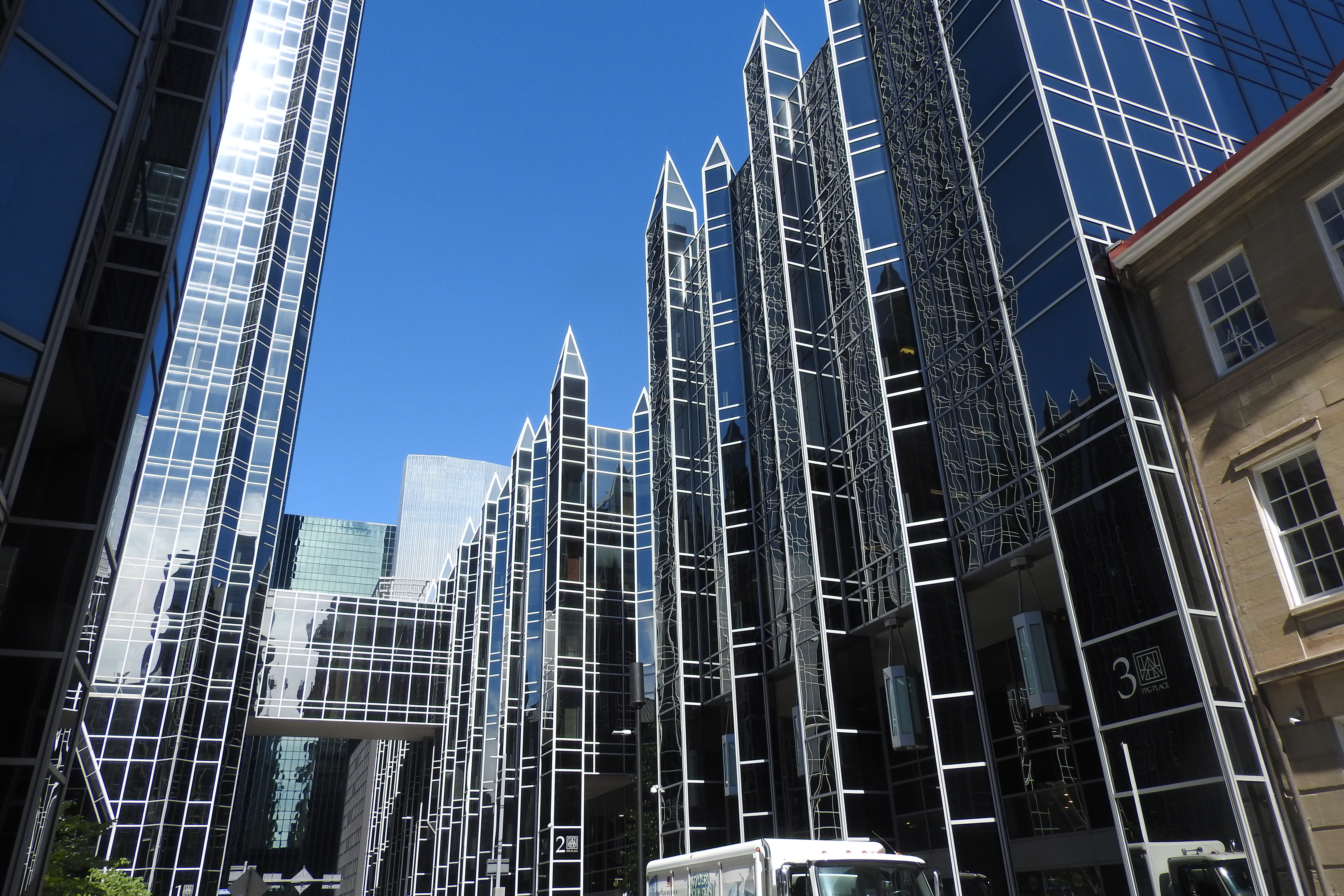
„Neogotický" mrakodrap PPG Place

Postmoderní architektura je pojem označující architektonický styl následující po období modernismu, tj. období po druhé světové válce, kdy se ve světě a zejména v USA stavěly mohutné kancelářské budovy s uniformními prosklenými stěnami, které dostávaly pro svou snadnou montáž přednost před jiným typem architektury. Samotná estetika uniformního modernismu šla stranou – budovy byly jednotvárné, odosobněné, po celém světě si podobné. Proto se pro tuto architekturu vžil i pojem architekta Philipa Johnsona – mezinárodní styl. Je celkem přirozené, že se proti tomuto trendu brzy začaly objevovat protichůdné tendence – je paradoxem, že jako jeden z prvních reagoval Philip Johnson, který se předtím zasloužil o moderní architekturu v Severní Americe.
Ještě více se od klasické moderny distancoval architekt Robert Venturi, který se ve svých návrzích snažil rozčlenit jednolitou plochu budov. Venturiho realizace ze začátku 60. let jsou považovány za základy postmoderny. V architektuře se tak i dnes označují všechny, často i rozdílné směry, které mají jen jednoho společného jmenovatele – odloučení od klasické moderny.
Postmoderna se často obrací pro inspiraci do historie, ale zcela jinak, než např. pseudoslohy v 19. století. Znovu se do architektury dostávají symetrie, antikizující sloup, obloukové okno, dekorace a podobně. Vzniká postmoderna retrospektivní – zatímco postmoderna progresivní se snaží využívat tvarosloví i techniky soudobé, ale zcela odlišné od klasické moderny.

## Hlavní představitelé

Rodinný dům v Chestnut Hill, jedna z prvních postmodernistických staveb

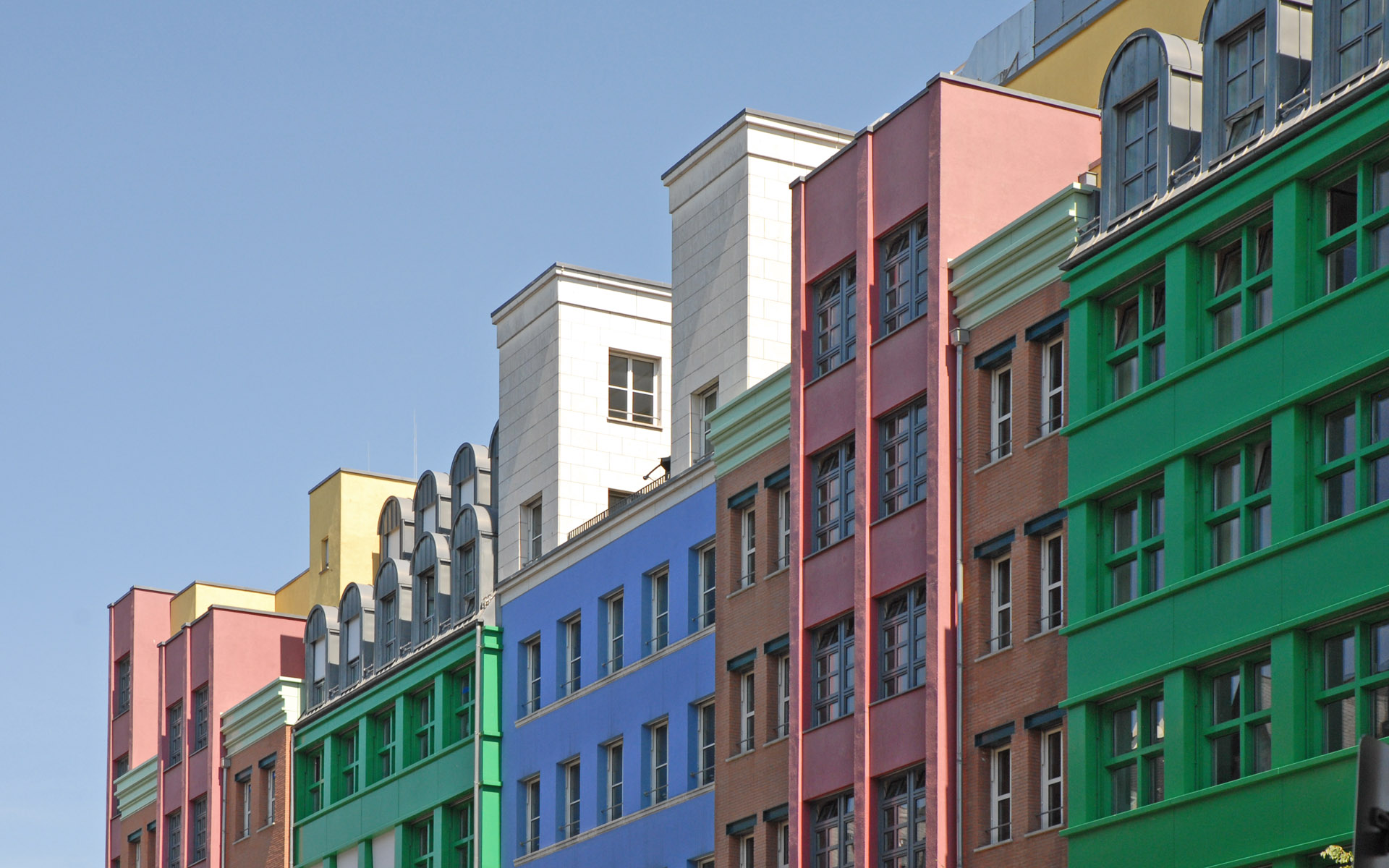
Blok v Berlíně od Alda Rossi

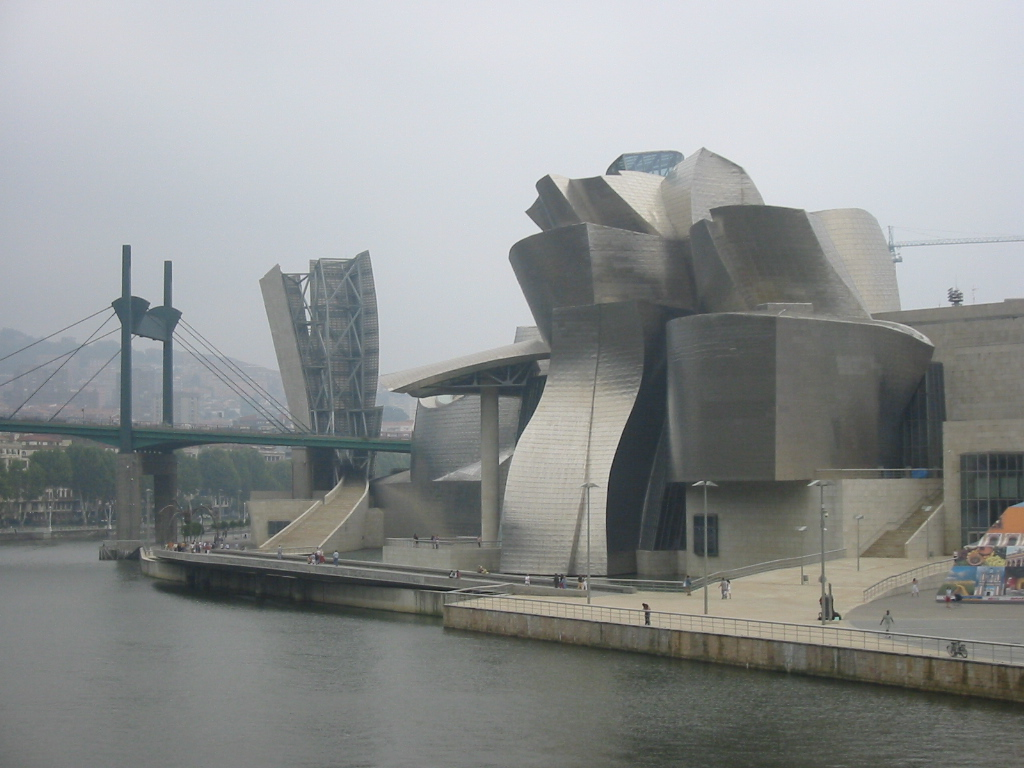
Guggenheimovo muzeum v Bilbau

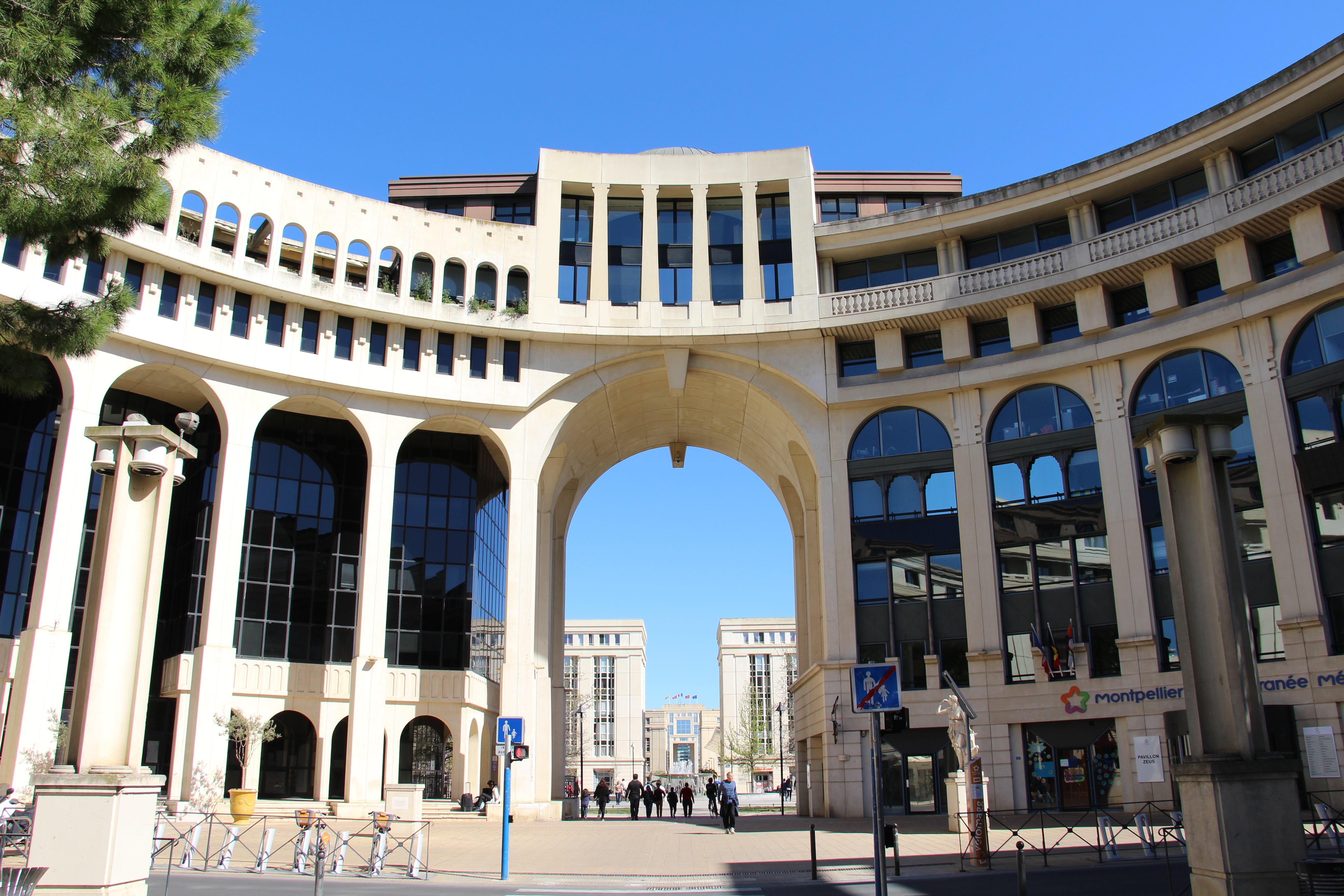
Budova ve francouzském městě Montpellier od arch. Boffila

- Robert Venturi – Rodinný dům v Chesnut Hill
- Philip Johnson – veřejnost překvapil budovou AT&T v New Yorku či skleněnou variantou „neogotické" budovy londýnského parlamentu (PPG Place v Pittsburghu)
- Michael Graves – autor staveb Portland Building v Oregonu či Humana Building v Kentucky
- Charles Moore – autor Piazza d'Italia, New Orleans (1979)
- Hans Hollein – autor stavby Haas-Haus ve Vídni (1990)
- Friedensreich Hundertwasser – autor vycházející zejména z postmoderního eklekticismu ve spojení s inspirací secesí může být právem označován za hlavního evropského představitele tohoto stylu (stejně jako fantaskní surreálné stavby A. Gaudího, které postmodernu předznamenaly)
- Arata Isozaki – sídlo Disney, Florida (USA)
- Ricardo Boffil – sociální bydlení Les Arcades du Lac v St. Qentinen-Yvellines
- Aldo Rossi – blok v Berlíně